# 原佑輔
原 佑輔（はら ゆうすけ、1986年2月2日 - ）は、日本の記者、ディレクター、特派員。

## 来歴
愛知県名古屋市出身。立命館大学法学部卒業後、2009年に関西テレビ放送入社。
報道局に所属し、大阪府警、大阪府政、大阪市政、大阪地検特捜部の担当、京都支局長などを歴任。
2020年9月からフジテレビ政治部記者、2024年からFNNパリ特派員を務める。

## 人物
- 京アニ事件の発生時には、京都支局長として取材指揮をとった。WEBメディアなどの取材に対し、当時を振り返って「メディアスクラムを起こさないように、ご遺族に対してテレビ・新聞それぞれの代表社が取材に対する意向を確認するなど、新たな取り組みを行いました」「私と地元紙の担当記者が主導してこの取り組みを行いましたが、最初の時点でメディアとの関係がこじれなかったこともあり、いまでも取材に答えてくださるご遺族がいることは大変ありがたいです」と語っている。

- 2023年に菊池寛賞を受賞した東京新聞の小沢慧一記者は大学時代のゼミの同期。

## 出演番組
現在の担当番組
- newsランナー
- Live News イット!

過去の担当番組
- FNNスーパーニュースアンカー
- みんなのニュース ワンダー